# Namukulu
Namukulu è un villaggio, che costituisce anche una municipalità ed un distretto elettorale, dell'isola di Niue, nell'Oceano Pacifico. Il villaggio si trova sulla costa nord-occidentale, nella regione storica tribale di Motu. Ha una popolazione di 14 abitanti ed una superficie di 1,48 km².